# Ljachavický rajón
Ljachavický rajón (bělorusky Ляхавіцкі раён, ukrajinsky Ляховицький район, rusky Ляховичский район) je územně-správní jednotkou na severu Brestské oblasti v Bělorusku. Administrativním centrem rajónu je město Ljachavičy (bělorusky Ляхавічы, rusky Ляховичи).

## Historie
Ruské impérium
Za historického předchůdce Ljachavického rajónu je považována Ljachavická farnost (centrum farnosti — Ljachavičy), která byla součástí Sluckého povětu Minské gubernie Ruské říše. Ljachavická farnost byla založena v roce 1795, a tak existovala až do konce existence Ruské říše.
V letech 1915—1918 bylo město Ljachavičy v přední ruské linii první světové války. V roce 1918 a 1919 byl součástí Běloruské lidové republice, která vyhlásila právo na vlastnictví téměř všech území obývaných etnickými Bělorusy, včetně Ljachavické farnosti.
Meziválečné Polsko
Po polsko-sovětské válce v letech 1919—1921 bylo v důsledku Rižské smlouvy postoupeno Polsku západní Bělorusko o rozloze 110 000 km² a se 4,5 miliony obyvateli. Ljachavická farnost byla reorganizována polskými orgány na Ljachavickou gminu, která byla součástí Baranavického povětu Nowogródeckého vojvodství Druhé republiky a existovala až do 18. září 1939, kdy nastalo přistoupení západního Běloruska k běloruské SSR.
Běloruská SSR
Ljachavický rajón byl vytvořen 15. ledna 1940 s centrem ve městě Ljachavičy jako součást Baranavické oblasti SSSR. Dne 8. ledna 1954 byla nařízením předsednictva Nejvyššího sovětu SSSR Baranavická oblast zrušena a rajón byl včleněn do Breské oblasti běloruské SSR.
Běloruská republika
V současné době je rajón součátí Brestské oblasti Běloruska ve stejném rozsahu jako v sovětském období. Rajón se správně dělí na 11 selsovětů: Alchoŭský, Vostraŭský, Hančaroŭský, Žarabkovický, Koňkaŭský, Kryvošynský, Kuršynavický, Navasjolkaŭský, Padljeský, Sjacický a Načaŭský.

## Geografie
Rajón zaujímá rozlohu přibližně 1 354 km². Nachází v severovýchodní části Brestské oblasti a hraničí na severu s Baranavickým rajónem, na jihovýchodě s Hancavickým rajónem, na jihozápadě s Ivacevickým rajónem v Brestské oblasti a na východě Kleckým rajónem v Minské oblasti.
Město Ljachavičy, které je správním centrem rajónu, se nachází 226 km severovýchodně od oblastního města Brest, 161 km jihozápadně od hlavního města Minsk a 22 km jihovýchodně od Baranavičy.
Terén je plochý a většinou nížinný. Průměrná nadmořská výška se pohybuje v rozmezí 153 až 218 m. Maximální výška činí 253,3 m (u obce Ščasnovičy), nejmenší 150,3 metrů nad mořem (v blízkosti obce Tuchavičy). Lesy a parky pokrývají asi 510 km², což představuje 37,6 % území. Pro zemědělství se využívá asi 50 % půdy. Rajón je bohatý na přírodní zdroje, jako je rašelina, křída, jíl a stavební písek.
Rajón protíná železničních trať Baranavičy — Luniněc, Baranavičy — Sluck a silniční spojení Baranavičy — Ljachavičy, Brest — Sluck.
Na území rajónu se nachází čtyři nádrže: Miničskaje s rozlohou 540 ha, Nětčynskaje s 107 ha, Ljachavickaje v horním toku řeky Vjedźma a Ljachavickaje u města Ljachavičy.
Rajónem protékají dvě hlavní řeky, Ščara (v povodí Němemu) a Nača (v povodí Dněpru). Levostranným přítokem Ščary je Vjedźma (23,7 km) a jeho přítok Šavljoŭka (přítok Vjedźmy, 21 km), k pravostranným přítokům se řadí Svidroŭka (21 km), Lipňanka (25,8 km) a Myšanka.

## Klima
Podnebí je stejné jako v celém Bělorusku, leží v mírném podnebném páse. Ljachavický rajón, stejně jako ostatní rajóny v Brestské oblasti, je vhodný pro zemědělství.
| Klima Ljachavického rajónu (například Ljachavičy) – podnebí | Klima Ljachavického rajónu (například Ljachavičy) – podnebí | Klima Ljachavického rajónu (například Ljachavičy) – podnebí | Klima Ljachavického rajónu (například Ljachavičy) – podnebí | Klima Ljachavického rajónu (například Ljachavičy) – podnebí | Klima Ljachavického rajónu (například Ljachavičy) – podnebí | Klima Ljachavického rajónu (například Ljachavičy) – podnebí | Klima Ljachavického rajónu (například Ljachavičy) – podnebí | Klima Ljachavického rajónu (například Ljachavičy) – podnebí | Klima Ljachavického rajónu (například Ljachavičy) – podnebí | Klima Ljachavického rajónu (například Ljachavičy) – podnebí | Klima Ljachavického rajónu (například Ljachavičy) – podnebí | Klima Ljachavického rajónu (například Ljachavičy) – podnebí | Klima Ljachavického rajónu (například Ljachavičy) – podnebí |
| Období                                                      | leden                                                       | únor                                                        | březen                                                      | duben                                                       | květen                                                      | červen                                                      | červenec                                                    | srpen                                                       | září                                                        | říjen                                                       | listopad                                                    | prosinec                                                    | rok                                                         |
| ----------------------------------------------------------- | ----------------------------------------------------------- | ----------------------------------------------------------- | ----------------------------------------------------------- | ----------------------------------------------------------- | ----------------------------------------------------------- | ----------------------------------------------------------- | ----------------------------------------------------------- | ----------------------------------------------------------- | ----------------------------------------------------------- | ----------------------------------------------------------- | ----------------------------------------------------------- | ----------------------------------------------------------- | ----------------------------------------------------------- |
| Průměrné denní maximum [°C]                                 | −3,2                                                        | −1,7                                                        | 3,0                                                         | 11,7                                                        | 18,6                                                        | 21,9                                                        | 22,9                                                        | 22,4                                                        | 17,4                                                        | 11,0                                                        | 4,0                                                         | −0,5                                                        | 10,6                                                        |
| Průměrná teplota [°C]                                       | −6,2                                                        | −4,9                                                        | −0,7                                                        | 6,9                                                         | 13,0                                                        | 16,6                                                        | 17,7                                                        | 17,1                                                        | 12,6                                                        | 7,2                                                         | 1,6                                                         | −3                                                          | 6,5                                                         |
| Průměrné denní minimum [°C]                                 | −9,1                                                        | −8,1                                                        | −4,4                                                        | 2,1                                                         | 7,5                                                         | 11,3                                                        | 12,6                                                        | 11,8                                                        | 7,9                                                         | 3,5                                                         | −0,7                                                        | −5,5                                                        | 2,4                                                         |
| Průměrné srážky [mm]                                        | 36                                                          | 27                                                          | 34                                                          | 41                                                          | 57                                                          | 84                                                          | 81                                                          | 68                                                          | 57                                                          | 47                                                          | 47                                                          | 42                                                          | 621                                                         |
| Zdroj: Climate-Data.org                                     |                                                             |                                                             |                                                             |                                                             |                                                             |                                                             |                                                             |                                                             |                                                             |                                                             |                                                             |                                                             |                                                             |

## Obyvatelstvo
K 1. lednu 2014 čítal rajón na 27 392 obyvatel. Na venkově žije asi 60% obyvatel rajónu. Průměrná hustota obyvatelstva činí 20,24 ob./km². Podle sčítání lidu, které se uskutečnil v roce 2009, v rajónu žije 88,45 % Bělorusů, 6,46 % Poláků, 3,53 % Rusů a 1,56 % ostatních. Rodným jazykrm je pro většinu obyvatelstva běloruština (90,55 %) a na druhém místě je ruština (8,08 %).

## Slavní rodáci
- Aljaksandr Mikalajevič Badak (Аляксандр Мікалаевіч Бадак, 1966) — běloruský spisovatel, esejista, literární kritik

- Ptašuk Michail Mikalajevič (Пташук Міхаіл Мікалаевіч, 1943—2002) — sovětské a běloruský režisér, zasloužený umělec běloruské SSR (1990)